# Ali Kemal Aydın

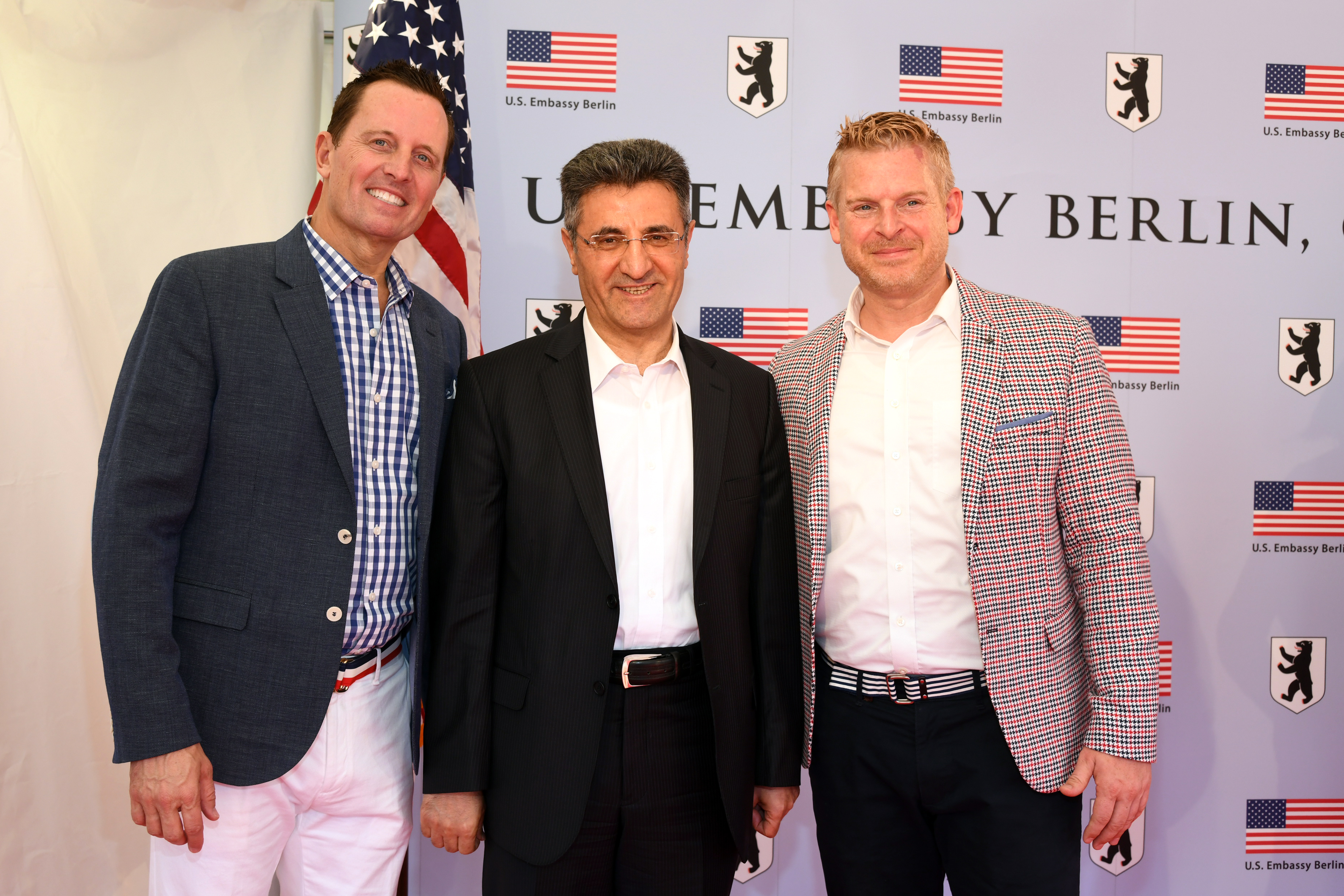
Aydın (Mitte) mit dem US-Botschafter Richard Grenell (links) und dessen Lebenspartner Matt Lashey zum 4. Juli 2018

Ali Kemal Aydın (* 1965 in Tercan, Provinz Erzincan) ist ein türkischer Diplomat und war von 2016 bis 2021 Botschafter der Türkischen Republik in Deutschland; sein Vorgänger Hüseyin Avni Karslıoğlu wurde wegen der Bundestags-Resolution zur Anerkennung der türkischen Massaker an den Armeniern als Völkermord aus Deutschland abgezogen.
Aydın studierte Internationale Beziehungen an der Universität Ankara und ist seit 1986 im diplomatischen Dienst tätig. Nach seinem 1986 beendeten Studium trat er in das Außenministerium ein. Von 2005 bis 2009 war er Generalkonsul im syrischen Aleppo. Vom 2. September 2011 bis zum 15. September 2013 war er türkischer Botschafter in Tripolis (Libyen). Im Anschluss daran wurde er stellvertretender Staatssekretär für bilaterale politische Angelegenheiten und afrikanische Angelegenheiten im Außenministerium. Am 15. November 2016 wurde er zum Botschafter in Berlin ernannt. Dieses Amt hatte er bis zur Akkreditierung seines Nachfolgers Ahmet Başar Şen am 1. September 2021 inne.